# A magyar labdarúgó-válogatott 2011. március 25-i mérkőzése
A magyar labdarúgó-válogatott Európa-bajnoki selejtező mérkőzése Hollandia ellen, 2011. március 25-én. A végeredmény 4–0 lett a holland csapat javára.

## Előzmények
A magyar labdarúgó-válogatott ötmeccses győzelmi szériában várta a hollandok elleni találkozót. Sorrendben: Moldova, San Marino, Finnország, Litvánia és legutóbb Azerbajdzsán ellen nyertek. Ebből az első három Eb-selejtező volt, az utolsó kettő pedig barátságos találkozó. A magyar csapatnak legutóbb huszonhat éve volt ilyen sorozata, amelynek akkor pont a mostani ellenfél, Hollandia vetett véget.

| „                                                            | A hollandoknak minden okuk megvan rá, hogy magabiztosak legyenek, mi nem gondoljuk, hogy tartalékosak lennének, ugyanis az őszi alapcsapatból egyedül Huntelaar és Van Bommel fog hiányozni, de a helyetteseik is klasszisok. Ugyanakkor hisszük, hogy meglepetést szerezhetünk. (...) Mindenki tisztában van az ellenfél az ellenfél erejével, a hollandok támadójátéka az egyik legjobb a világon. Ugyanakkor mi nem változtatunk az eddigi meccseken mutatott stílusunkon, fel vagyunk készülve rá, hogy örömet szerezzünk az országnak. | ” |
| – Egervári Sándor, a magyar válogatott szövetségi kapitánya. | |   |

Hollandia Magyarországnál is jobb statisztikát tudott felmutatni az előző mérkőzéseik alapján, hiszen az előző hat találkozójuk mindegyikén nyertek. Akiket legyőztek: San Marino, Finnország, Moldova, Svédország (mind Eb-selejtező), Törökország és Ausztria (barátságos).

| „                                                              | Többször bebizonyítottuk már, hogy képesek vagyunk pótolni a hiányzókat. A keret változhat, de a stílusunk nem, ezt legutóbb Ausztria ellen is bebizonyítottuk. (...) A magyar válogatott veszélyes ellenfél. A mostani már nem ugyanaz a csapat, mint amelyiket tavaly 6–1-re megvertünk. Pénteken nem lesz könnyű dolgunk, hiszen Magyarország még versenyben van az Eb-kvalifikációért. | ” |
| – Bert van Marwijk, a holland válogatott szövetségi kapitánya. | |   |

A mérkőzést az E csoport tabellája alapján Hollandia várta előkelőbb helyről, hiszen vezették a csoportot, míg Magyarország három ponttal tőlük lemaradva, a második helyen állt.
Tabella a mérkőzés előtt
| Csapat       | M | Gy | D | V | G+ | G– | Gk  | P  |
| ------------ | - | -- | - | - | -- | -- | --- | -- |
| Hollandia    | 4 | 4  | 0 | 0 | 12 | 2  | +10 | 12 |
| Magyarország | 4 | 3  | 0 | 1 | 12 | 4  | +8  | 9  |
| Svédország   | 3 | 2  | 0 | 1 | 9  | 4  | +5  | 6  |
| Moldova      | 4 | 2  | 0 | 2 | 5  | 3  | +2  | 6  |
| Finnország   | 4 | 1  | 0 | 3 | 10 | 6  | +4  | 3  |
| San Marino   | 5 | 0  | 0 | 5 | 0  | 29 | –29 | 0  |

- Svédország és  Moldova között a sorrendet a jobb gólkülönbség határozza meg.

## Keretek
Egervári Sándor a magyar labdarúgó-válogatott szövetségi kapitánya március 8-án hirdette ki a húszfős keretet. Az azeri mérkőzés keretéhez képest egy változás történt, a sérült Vermes Krisztián helyett, Pintér Ádám volt tagja a csapatnak. A biztonsági tartalékok: Debreceni András, Koltai Tamás, Komlósi Ádám és Vaskó Tamás voltak. Március 21-én vált biztossá, hogy Hajnal Tamás sérülés miatt nem nem játszhat a mérkőzésen, ezért helyette Koltai Tamást hívta be a keretbe a magyar szövetségi kapitány.
Bert van Marwijk a holland labdarúgó-válogatott szövetségi kapitánya március 9-én hirdette ki huszonhét főből álló keretét. A keretből a mérkőzésig hat játékos került ki sérülés miatt. Arjen Robben, Theo Janssen, Maarten Stekelenburg, Klaas-Jan Huntelaar, Hedwiges Maduro és Mark van Bommel sem szerepelhetett a mérkőzésen.
| Magyarország      | Magyarország | Magyarország | Magyarország     |
| Név               | Kor          | Vál./Gól     | Klub             |
| ----------------- | ------------ | ------------ | ---------------- |
| Bogdán Ádám       | 23 éves      | 0 / 0        | Bolton Wanderers |
| Fülöp Márton      | 27 éves      | 23 / 0       | Ipswich Town     |
| Király Gábor      | 34 éves      | 79 / 0       | 1860 München     |
| Juhász Roland     | 27 éves      | 60 / 5       | RSC Anderlecht   |
| Laczkó Zsolt      | 24 éves      | 9 / 0        | Sampdoria        |
| Lázár Pál         | 23 éves      | 4 / 0        | Videoton         |
| Lipták Zoltán     | 26 éves      | 5 / 0        | Videoton         |
| Pintér Ádám       | 22 éves      | 2 / 0        | Real Zaragoza    |
| Vanczák Vilmos    | 27 éves      | 51 / 1       | Sion             |
| Czvitkovics Péter | 28 éves      | 4 / 0        | Debreceni VSC    |
| Dzsudzsák Balázs  | 24 éves      | 33 / 5       | PSV Eindhoven    |
| Elek Ákos         | 22 éves      | 8 / 0        | Videoton         |
| Gera Zoltán       | 31 éves      | 69 / 19      | Fulham           |
| Koltai Tamás      | 23 éves      | 2 / 0        | Győri ETO        |
| Koman Vladimir    | 22 éves      | 8 / 2        | Sampdoria        |
| Vadócz Krisztián  | 25 éves      | 33 / 2       | Osasuna          |
| Varga József      | 22 éves      | 4 / 0        | Debreceni VSC    |
| Priskin Tamás     | 24 éves      | 31 / 8       | Swansea City     |
| Rudolf Gergely    | 26 éves      | 18 / 5       | Bari             |
| Tököli Attila     | 34 éves      | 23 / 3       | Kecskeméti TE    |

| Hollandia            | Hollandia | Hollandia | Hollandia         |
| Név                  | Kor       | Vál./Gól  | Klub              |
| -------------------- | --------- | --------- | ----------------- |
| Sander Boschker      | 40 éves   | 1 / 0     | Twente            |
| Jelle ten Rouwelaar  | 30 éves   | 0 / 0     | NAC Breda         |
| Michel Vorm          | 27 éves   | 5 / 0     | Utrecht           |
| Khalid Boulahrouz    | 29 éves   | 31 / 0    | Stuttgart         |
| John Heitinga        | 27 éves   | 66 / 6    | Everton           |
| Joris Mathijsen      | 30 éves   | 68 / 3    | Hamburg           |
| Erik Pieters         | 22 éves   | 6 / 0     | PSV Eindhoven     |
| Ron Vlaar            | 26 éves   | 4 / 0     | Feyenoord         |
| Gregory van der Wiel | 23 éves   | 21 / 0    | Ajax              |
| Ibrahim Afellay      | 24 éves   | 32 / 2    | Barcelona         |
| Urby Emanuelson      | 24 éves   | 13 / 0    | Milan             |
| Nigel de Jong        | 26 éves   | 50 / 1    | Manchester City   |
| Stijn Schaars        | 27 éves   | 13 / 0    | AZ                |
| Wesley Sneijder      | 26 éves   | 74 / 20   | Internazionale    |
| Kevin Strootman      | 21 éves   | 1 / 0     | Utrecht           |
| Rafael van der Vaart | 28 éves   | 88 / 16   | Tottenham Hotspur |
| Eljero Elia          | 24 éves   | 18 / 2    | Hamburg           |
| Luuk de Jong         | 20 éves   | 1 / 0     | Twente            |
| Dirk Kuijt           | 30 éves   | 74 / 18   | Liverpool         |
| Jeremain Lens        | 23 éves   | 4 / 1     | PSV Eindhoven     |
| Ruud van Nistelrooy  | 34 éves   | 68 / 34   | Hamburg           |
| Robin van Persie     | 27 éves   | 52 / 19   | Arsenal           |

 megjegyzés: Az adatok a mérkőzés előtti állapotnak megfelelőek!

## Az összeállítások
| 2011. március 25. 20:30 (UTC+1) |

| Magyarország                              | 0 – 4               | Hollandia                                                 |
| ----------------------------------------- | ------------------- | --------------------------------------------------------- |
| Koman 44' Elek 59' Vanczák 61' Lipták 67' | (0 – 2) Jegyzőkönyv | van der Vaart 8' Afellay 45' Kuijt 54' van Persie 62' 18' |

| Puskás Ferenc Stadion, Budapest Nézőszám: 27 000 Játékvezető: Carlos Velasco Carballo (spanyol) |

| Magyarország | Hollandia |

| MAGYARORSZÁG:        |    |                   |                 |
|                      |    |                   |                 |
| K                    | 1  | Király Gábor      |                 |
| JV                   | 3  | Vanczák Vilmos    | 61'             |
| V                    | 4  | Juhász Roland     |                 |
| V                    | 2  | Lipták Zoltán     | 67'             |
| BV                   | 5  | Laczkó Zsolt      |                 |
| KKP                  | 6  | Elek Ákos         | 59' 79'         |
| KKP                  | 9  | Varga József      | a szünetben     |
| JKP                  | 11 | Koman Vladimir    | 44' a szünetben |
| KTK                  | 10 | Gera Zoltán       |                 |
| BKP                  | 7  | Dzsudzsák Balázs  |                 |
| CS                   | 8  | Rudolf Gergely    |                 |
| Cserék:              |    |                   |                 |
| K                    | 12 | Fülöp Márton      |                 |
| V                    | 13 | Pintér Ádám       |                 |
| CS                   | 14 | Tököli Attila     |                 |
| JKP                  | 15 | Czvitkovics Péter | a szünetben     |
| KKP                  | 16 | Vadócz Krisztián  | a szünetben     |
| JV                   | 17 | Lázár Pál         |                 |
| CS                   | 18 | Priskin Tamás     | 79'             |
| Szövetségi kapitány: |    |                   |                 |
| Egervári Sándor      |    |                   |                 |

| HOLLANDIA:           |    |                      |         |
|                      |    |                      |         |
| K                    | 1  | Michel Vorm          |         |
| JV                   | 2  | Gregory van der Wiel |         |
| V                    | 3  | John Heitinga        |         |
| V                    | 4  | Joris Mathijsen      |         |
| BV                   | 5  | Erik Pieters         |         |
| KKP                  | 6  | Nigel de Jong        |         |
| KKP                  | 8  | Rafael van der Vaart | 8' 82'  |
| JTK                  | 7  | Dirk Kuijt           | 54' 82' |
| KTK                  | 10 | Wesley Sneijder      |         |
| BTK                  | 11 | Ibrahim Afellay      | 45' 63' |
| CS                   | 9  | Robin van Persie     | 18' 62' |
| Cserék:              |    |                      |         |
| V                    | 12 | Khalid Boulahrouz    |         |
| V                    | 13 | Ron Vlaar            |         |
| KP                   | 14 | Urby Emanuelson      |         |
| KP                   | 15 | Kevin Strootman      | 82'     |
| K                    | 16 | Sander Boschker      |         |
| BTK                  | 17 | Eljero Elia          | 63'     |
| CS                   | 18 | Ruud van Nistelrooy  | 82'     |
| Szövetségi kapitány: |    |                      |         |
| Bert van Marwijk     |    |                      |         |

## A mérkőzés
A mérkőzést a budapesti Puskás Ferenc Stadionban rendezték meg. A jegyeket január 27-e óta lehetett megvásárolni, amiknek a fele rövid időn belül már elkelt. A találkozó előtt már biztossá vált, hogy telt ház lesz a Puskás Stadionban.
A mérkőzés elején már a 8. percben megszerezték a vezetést a hollandok. Egy védelmi hiba után Rafael van der Vaart vette be a magyar csapat kapuját. A 18. percben Robin van Persie kapott sárga lapot könyöklésért. A 44. percben Koman Vladimir is sárga lapot kapott, amit rá egy percre megbosszult a holland csapat. Újból egy védelmi hiba után, ezúttal Ibrahim Afellay volt eredményes. A szünetre 2–0-s idegenbeli vezetéssel mentek a csapatok. A második játékrész elején Dirk Kuijt növelte tovább a holland előnyt. Kuijt és van Persie üresen tört be a 16-oson belülre és a kapust is kijátszva, előbbi az üres kapuba gurított. Az 59. percben Elek Ákos, a 61. percben pedig Vanczák Vilmos kapott sárga lapot. A negyedik holland találat a 62. percben született, ami hasonló volt a harmadikhoz, ám ezúttal van Persie Gregory van der Wiel passzát rúgta az üres kapuba. A 67. percben Liptáknak is felmutatták a sárga kártyát. A negyedik holland találattal ki is alakult a végeredmény, Magyarország-Hollandia 0–4.

| „                 | Szerettünk volna a hollandok védelme mögé tudatosan bejátszott labdákkal veszélyt okozni, ebből a tervünkből azonban nagyon keveset tudtunk megvalósítani. (...) Úgy érzem, fejjátékban erősebbek lehettünk volna, de pontrúgások után sem bizonyultunk veszélyesnek. Játékosaink keveset találkoztak a labdával, nem tudtunk kezdeményezőkké válni, különösen négygólos hátrányban játszva. A labdás játékban korántsem tudtunk annyira magabiztosak lenni, hogy felvegyük a versenyt ellenfelünkkel. | ” |
| – Egervári Sándor | |   |

| „                  | Tegnap azt mondtam, tiszteljük a magyarokat, de azért jöttünk, hogy győzzünk. Mi minden ellenfél ellen erre törekszünk. A játékstílusunk labdatartásra épülő, offenzív stratégia. Ez nem mindig jön be annyira, de ma nagyon bejött. (...) A magyarok nem tudták ránk erőltetni az akaratukat, nem tudtak dominálni, de nekünk ez sikerült. Az volt a veszély, hogy könnyelművé válunk, de szerencsére ez nem következett be. | ” |
| – Bert van Marwijk | |   |

Tabella a mérkőzés után
| Csapat       | M | Gy | D | V | G+ | G– | Gk  | P  |
| ------------ | - | -- | - | - | -- | -- | --- | -- |
| Hollandia    | 5 | 5  | 0 | 0 | 16 | 2  | +14 | 15 |
| Magyarország | 5 | 3  | 0 | 2 | 12 | 8  | +4  | 9  |
| Svédország   | 3 | 2  | 0 | 1 | 9  | 4  | +5  | 6  |
| Moldova      | 4 | 2  | 0 | 2 | 5  | 3  | +2  | 6  |
| Finnország   | 4 | 1  | 0 | 3 | 10 | 6  | +4  | 3  |
| San Marino   | 5 | 0  | 0 | 5 | 0  | 29 | –29 | 0  |

## Örökmérleg a mérkőzés után
| Magyarország | :         | Hollandia |
| ------------ | --------- | --------- |
| 5            | Győzelem  | 7         |
| 2            | Döntetlen | 2         |
| 24           | Gólok     | 34        |
| 17/42        | Pontok    | 23/42     |
| 40,5         | %         | 54,8      |